# Клоака Максима

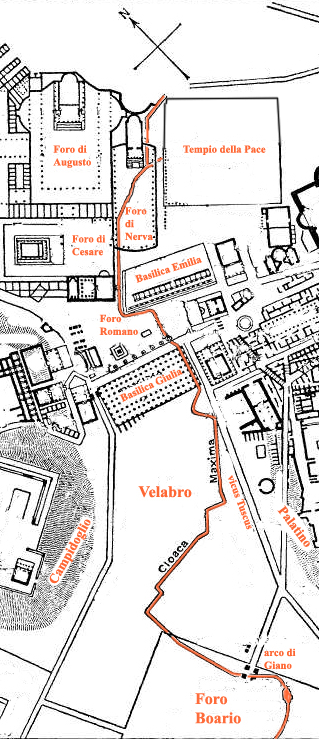
Схема протікання Клоака Максима

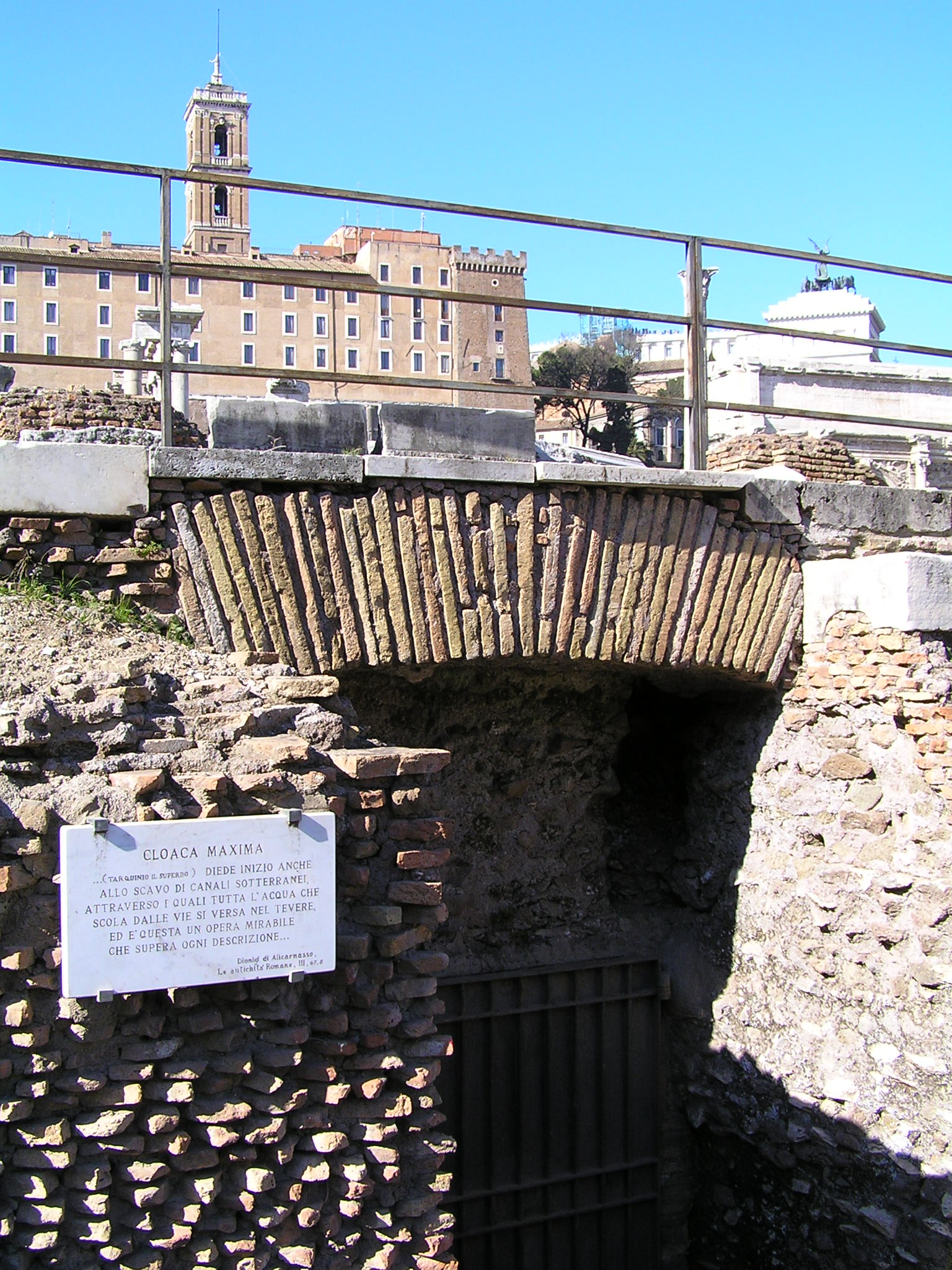
Клоака Максима на Римському форумі

Клоа́ка Ма́ксима або Вели́ка Клоа́ка (лат. Cloaca Maxima від лат. cloaca — «критий канал», «труба для протоку фекалій, нечистот») — великий стічний канал, що є частиною античної каналізації в Римі.

## Історія
П'ятий цар Риму Луцій Тарквіній Пріск заклав систему осушних каналів між Палатином та Капітолієм, де пізніше і виник вже осушений Форум Романум. Найважливішим з тих каналів і була Клоака Максима. Канал пролягає через систему підземних вод «Velabrum» і вливається в Тибр біля моста Емілія «Pons Aemilius». Розмір каналу становить 3 м шириною та 4 м висотою. Богині цього потоку Венус Клоаціна (Venus Cloacina) був побудований вівтар на Форум Романум.
Довжина тунелю 320 м. Облицювання його зроблено з використанням тесаного туфу та травертину з включенням буту та цегли. Портал тунелю був закріплений склепистою кладкою з туфових клинових блоків, які розташовані в три ряди. Стікання нечистот в тунель відбувалося як через вертикальні отвори, так і через бокові тунелі, що мають різний перетин.